# Piroscafo

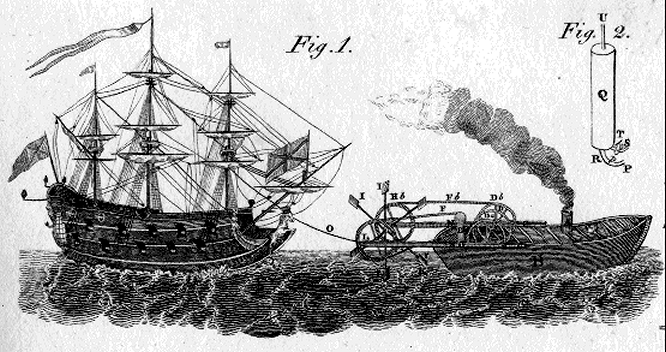
Disegno di un brevetto inglese del 1736 relativo all'applicazione del motore a vapore su una imbarcazione

Il piroscafo, definito anche battello a vapore, è un mezzo di trasporto usato durante il XIX secolo e inizio del XX secolo per navigare utilizzando una trazione con motore a vapore. Inizialmente si muoveva con un paio di ruote a pale grandi e laterali, successivamente con elica.
Vi sono imbarcazioni con due tipologie di trazione (entrambi con necessità di un generatore di vapore):
- rotativo (cioè turbina a vapore);
- alternativo (cioè motrice alternativa).

il motore alternativo è quello che ha avuto più successo ed infatti è stato poi sostituito dal motore diesel, anch'esso alternativo.

## Storia

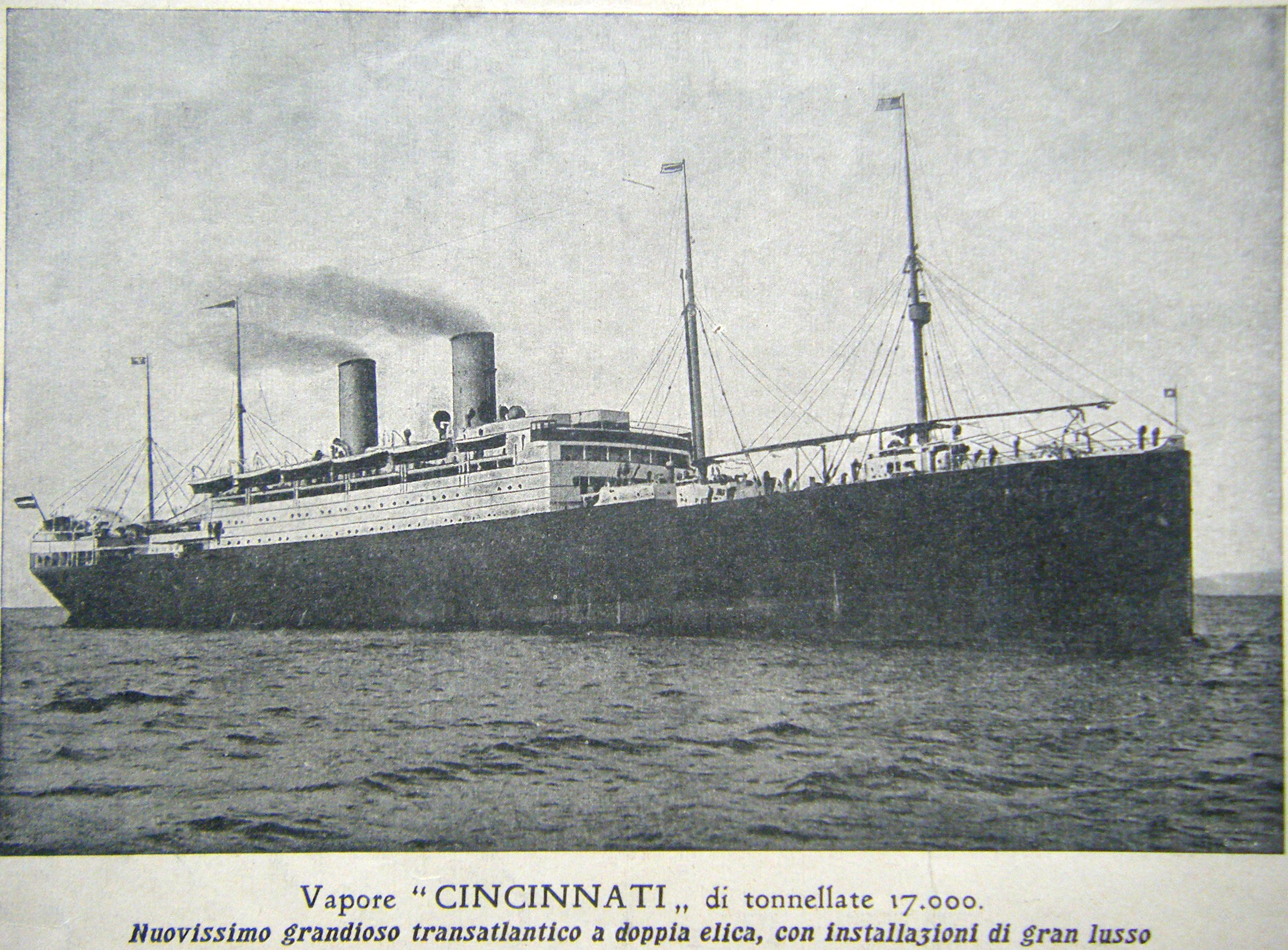
Il piroscafo Cincinnati in un'immagine del 1911

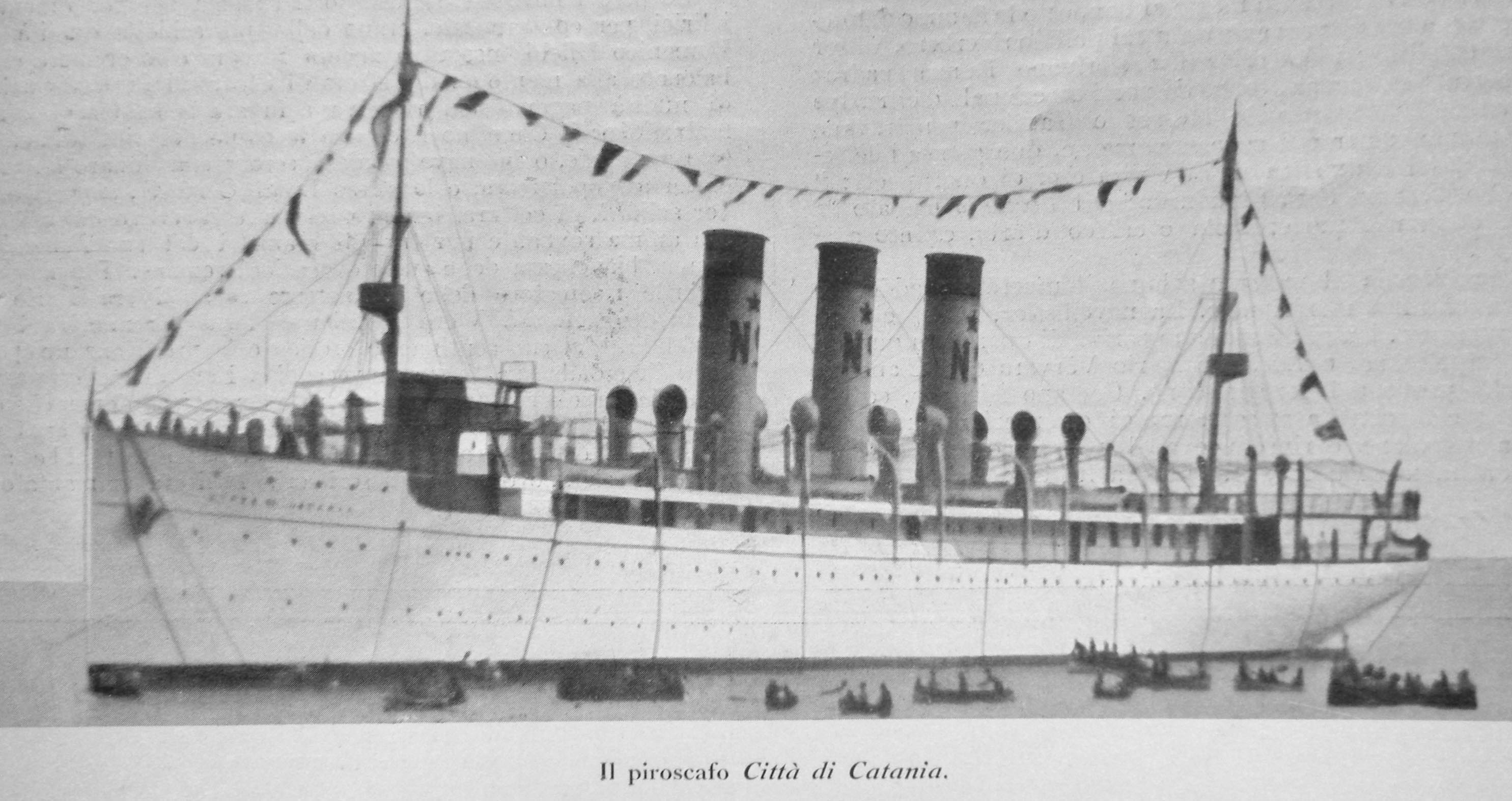
Il piroscafo Città di Catania in un'immagine del 1911

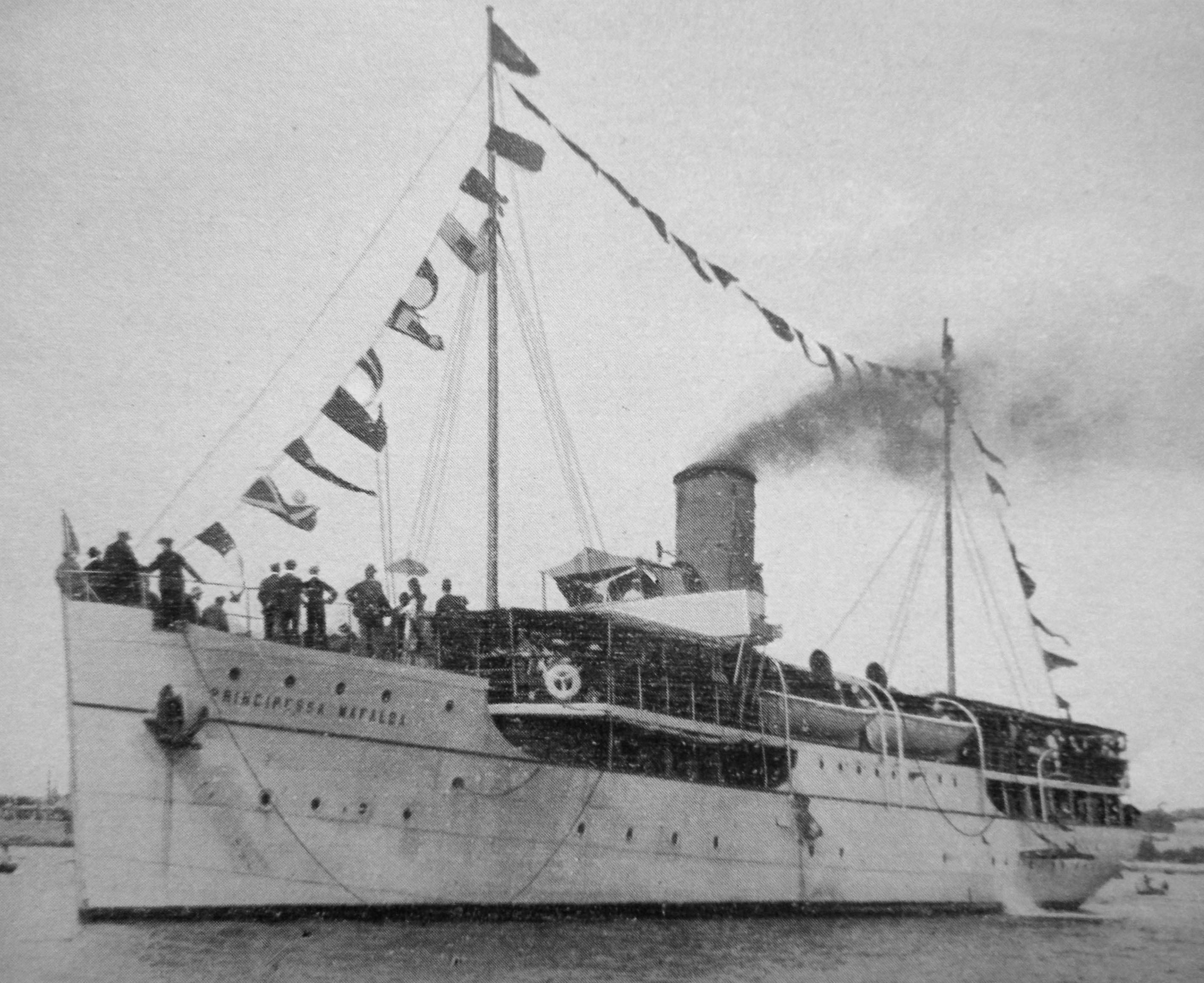
Il piroscafo Principessa Mafalda della Società di Navigazione a vapore di Napoli, in un'immagine del 1911 (da non confondere con l'omonimo transatlantico)

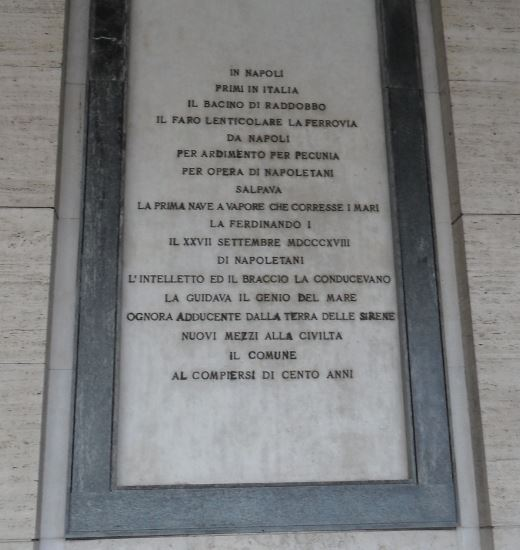
Stazione marittima di Napoli. Targa per il centenario della Ferdinando I, prima nave a vapore del Mediterraneo

Il primo modello funzionante fu varato da Claude de Jouffroy nel 1783. Si trattava però di un prototipo ancora sperimentale, poiché il primo vero battello a vapore applicò l'apparato motore inventato da James Watt e fu fatto navigare da Robert Fulton lungo il fiume Hudson nel 1807. Si chiamava Clermont, aveva una potenza di 18 cavalli e fu demolito quasi subito dai barcaioli del fiume per paura di restare senza lavoro. In Italia la prima nave a vapore fu la Real Ferdinando (poi Ferdinando I), costruita sulla spiaggia di Vigliena dal capomastro Stanislao Filosa per conto dell'imprenditore francese Pietro Andriel. Il vapore partì da Napoli, per il viaggio inaugurale, il 27 settembre 1818 e nei successivi giorni tocco i porti di Livorno, Genova e Marsiglia. Il Ferdinando I è da ritenersi la prima nave a vapore che ha solcato il Mediterraneo.
Inizialmente il piroscafo fu usato nella navigazione in acque interne, essendo troppo rischioso l'utilizzo sulle lunghe distanze. La cultura del veliero era ancora saldamente radicata nell'immaginario collettivo e non si sapeva come risolvere il problema della scorta di combustibile. Nel 1838, infatti, i piroscafi Sirius e Great Western intrapresero una gara di velocità durante la prima traversata atlantica a vapore, e il Sirius dovette bruciare l'arredamento delle cabine per mantenere in funzione la caldaia. Furono le prime navi ad attraversare l'Atlantico usando la forza del vapore. In quello stesso anno, il costruttore della Great Eastern - Isambard Kingdom Brunel - verificò una proporzione apparentemente banale ma che ebbe un'importanza decisiva: più grande era il tonnellaggio della nave, più combustibile poteva trasportare e più lunga poteva essere la distanza da coprire (la gigantesca Great Eastern fu appunto costruita appositamente per dimostrare tale teoria).
Verso la metà dell'Ottocento cominciarono ad apparire sul mare le prime navi con lo scafo in ferro in sostituzione del legno e con le eliche al posto delle ruote. Il legno mal si adattava alle vibrazioni della macchina mentre le ruote a pale potevano uscire dall'acqua a causa del moto ondoso col rischio di danneggiare il motore. Si trattava di imbarcazioni con motrice mista a vela e a vapore, che dominarono i mari fino alla graduale scomparsa dei velieri (la prima nave interamente metallica risale al 1843). Già nel 1870 il numero dei vapori circolanti era più alto di quello dei velieri e l'apertura del canale di Suez accelerò questa tendenza. Nel 1875 solo tre paesi (Canada, Norvegia e Italia) costruivano ancora navi a vela, mentre l'Inghilterra e la Germania gareggiavano tra loro con la costruzione dei primi transatlantici di lusso. La trazione a vapore permetteva a queste navi velocità di circa 40 km/h e i più grandi motori a vapore navali mai costruiti furono quelli del grande e sfortunato transatlantico britannico RMS Titanic e i gemelli RMS Olympic (1911) ed HMHS Britannic.
La motrice a vapore andò in pensione dopo la Seconda guerra mondiale con l'arrivo dei più piccoli e efficienti motori diesel; piroscafi a gasolio ancora funzionanti sopravvivono oggi nelle acque interne a scopo turistico. Nell'America Settentrionale sono attivi i battelli del Mississippi (sebbene si tratti di ricostruzioni fedeli all'originale) mentre in Europa navigano autentici modelli secolari, sui laghi svizzeri e sul fiume Reno in Germania. In Italia è possibile vedere autentici battelli a vapore ormai più che centenari che ancora navigano:
- sul Lago di Como: il Concordia (costruito nel 1926 dal Cantiere navale di Sestri Ponente, Genova), ultimo esemplare di piroscafo in servizio di linea in Italia. Il gemello Savoia rinominato in seguito Patria, dopo essere stato ristrutturato (successivamente all'intervento conserva ancora la motrice originale) e aperto al pubblico in ormeggio a Como, Colico e Griante, dal gennaio 2016 è stato restituito alla gestione della Navigazione Laghi ed attende di essere ripristinato per il trasporto passeggeri.[3]
- sul Lago Maggiore: il Piemonte (costruito nel 1903 dalla ditta Escher Wyss di Zurigo), con interni originali in legno. Effettua esclusivamente servizio di noleggio o per occasioni straordinarie.
- sul Lago di Garda: l'Italia (costruito nel 1908) e lo Zanardelli (costruito nel 1903, con interni originali in legno e ringhiere in ottone). Pur conservando la linea estetica, però, questi due battelli sono stati recentemente dotati di un motore diesel al posto della vecchia motrice a vapore.

Il più antico battello a vapore esistente al mondo usato come nave museo è il Robin, situato nei Royal Docks di Londra, mentre il più antico ancora in attività è il Piemonte, vicino a Verbania.